# Neues Rathaus Ballenstedt

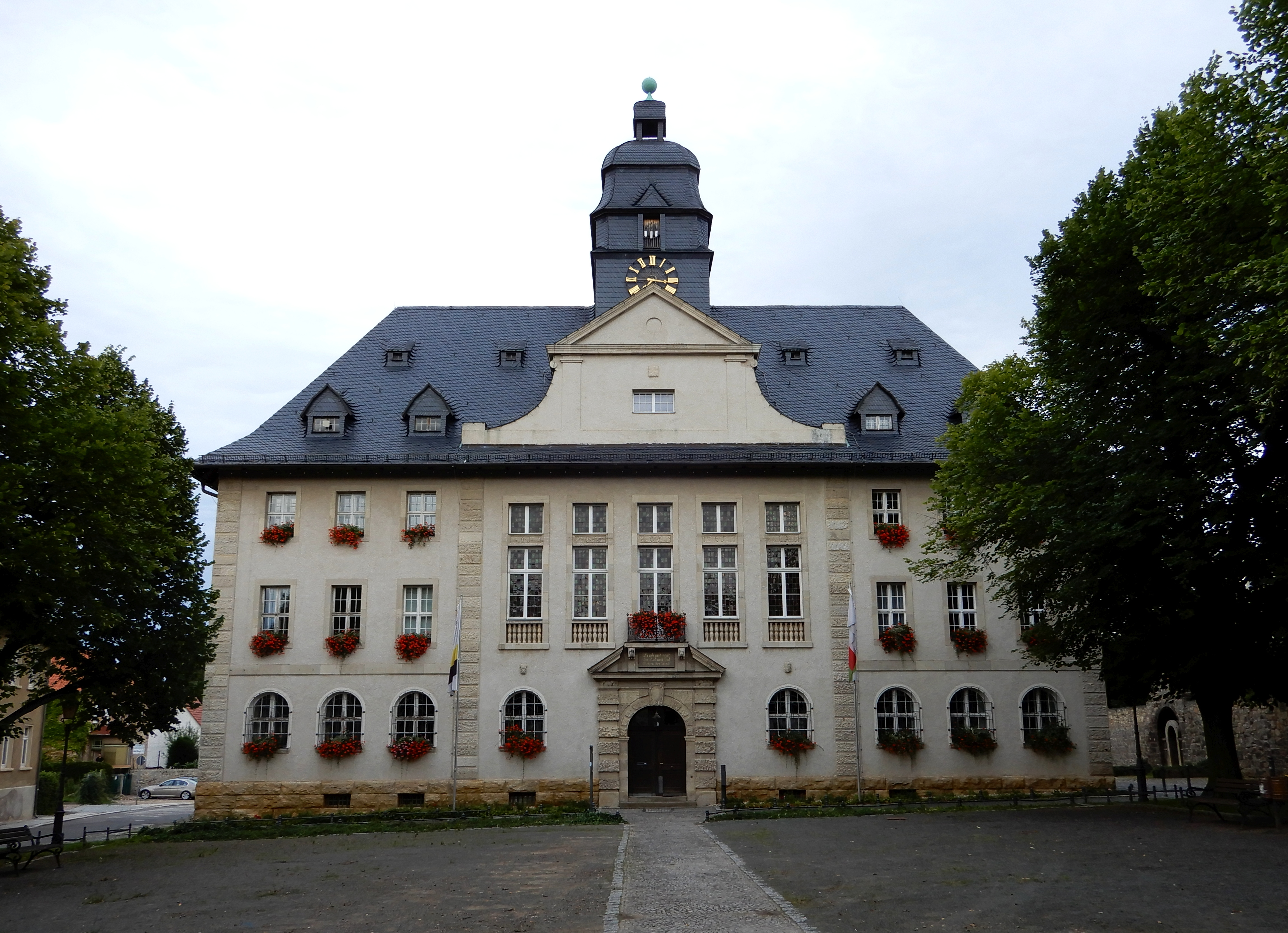
Neues Rathaus Ballenstedt (Westseite)

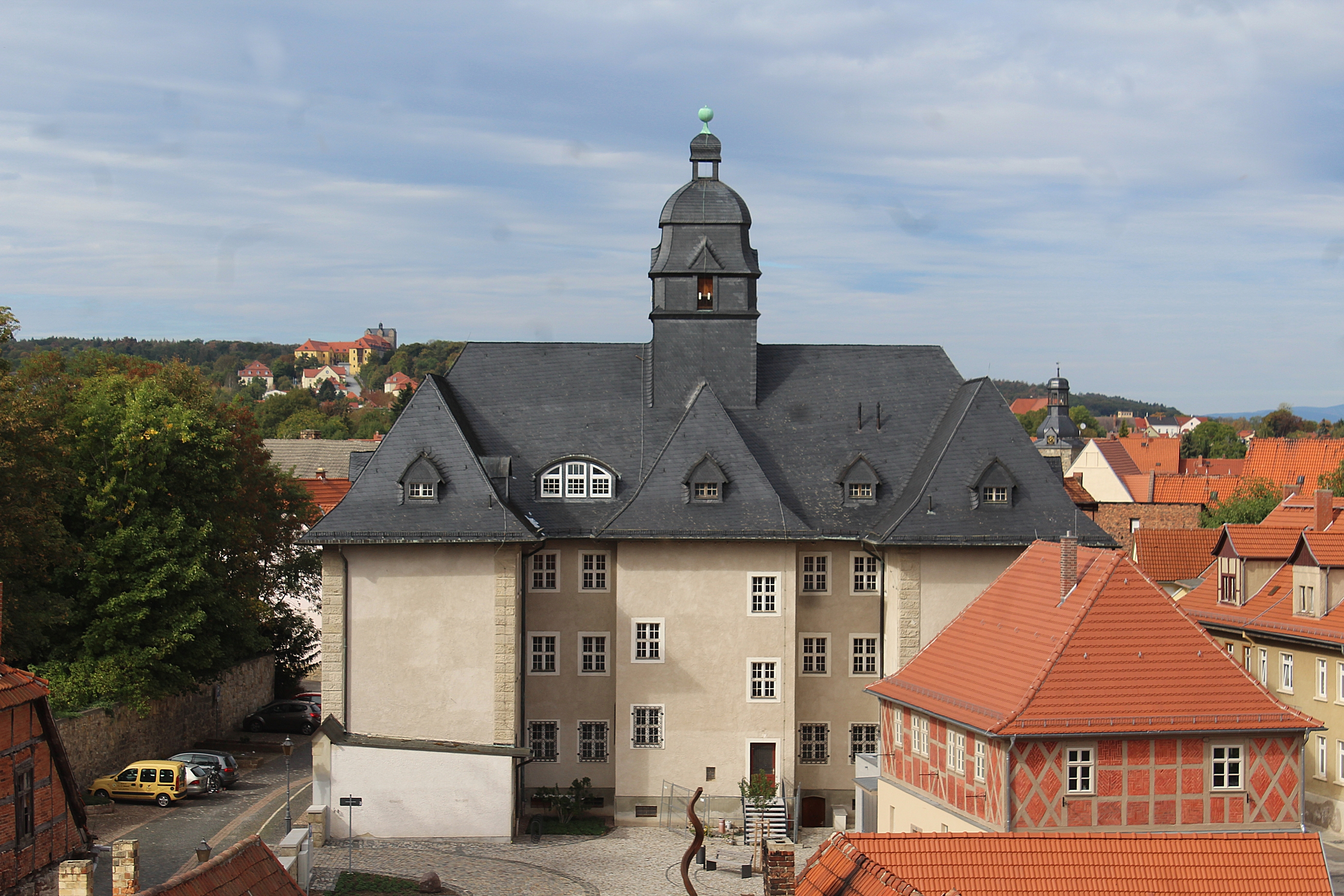
Blick über das Rathaus (Ostseite) zum Schloss

Das neue Rathaus ist ein Verwaltungssitz in Ballenstedt im Landkreis Harz in Sachsen-Anhalt.

## Lage
Das neue Rathaus befindet sich in direkter Nachbarschaft nördlich vom Oberhof auf dem Rathausplatz. Die Kirche St. Nikolai steht nahe nordöstlich am Kirchhofplatz, das alte Pfarrhaus direkt an der Ostseite des Rathauses.

## Geschichte
In den Jahren 1905 und 1906 entstand das Rathaus südöstlich von seinem Vorgängerbau, dem alten Rathaus. Entworfen wurde es von Alfred Messel, die Bauplastik stammt von Georg Wrba. Das Denkmalverzeichnis nennt diese Umgestaltung des Neuen Marktes „bedeutendste Baumaßnahme des 20. Jahrhunderts in der Unterstadt“. Erbaut wurde ein Verwaltungsgebäude in barocken Formen, das mit elf Achsen relativ breit angelegt wurde. Stilistisch erinnert es an norddeutsche Bauten, etwa das Rathaus Teterow, das Rathaus Boizenburg oder das Rathaus Demmin, ohne diese freilich zu kopieren. Typisch für diese Bauten ist der hervorgehobene Mittelteil mit Giebel/Zwerchhaus sowie der zentrale Dachturm und die strenge Symmetrie.
Während die norddeutschen Rathäuser teils mit Kulissenarchitektur arbeiten, etwa das Rathaus Lüneburg oder das Rathaus Güstrow, die jeweils mit der barocken Fassade das ältere Gebäude verdecken, wird hier der Baukörper durchaus genutzt. Dafür sind aber die Flügelbauten an der Ostseite recht kurz geraten (Stutzflügel) und eher als drei Risalite zu bezeichnen. Die Westfassade deutet hingegen den typischen Hauptrisalit nur mit Lisenen an. Abwechslung erhält diese Hauptfassade durch unterschiedliche Fensterformen. Im Erdgeschoss sind diese rundbogig wie das Portal, das Sprenggiebel, Balkon und Inschrifttafel geschickt vereint. Das erste und zweite Obergeschoss wird zentral von den Fenstern des Sitzungssaals geprägt, darüber befindet sich das Walmdach mit verschiedenen Arten von Dachgauben sowie dem Uhrturm.

## Nutzung
Das Rathaus ist unverändert Sitz der Stadtverwaltung. Neben dem Stadtrat finden sich hier auch verschiedene Ämter untergebracht, etwa das Bauverwaltungs- und Ordnungsamt oder das Amt für Finanzen und Strategie. Das Gebäude steht als Baudenkmal unter Denkmalschutz und ist im Denkmalverzeichnis mit der Nummer 094 50313 erfasst.